# روي نيكولز
روي نيكولز (بالإنجليزية: Roy Nichols)‏ هو كاتب أغاني وعازف قيثارة وموسيقي أمريكي، ولد في 21 أكتوبر 1932 في تشاندلر في الولايات المتحدة، وتوفي في 3 يوليو 2001 بسبب نوبة قلبية.

## وصلات خارجية
- روي نيكولز على موقع ميوزك برينز (الإنجليزية)
- روي نيكولز على موقع ديسكوغز (الإنجليزية)